# Lá bemol maior
Lá bemol maior (abreviatura no sistema europeu Lá♭ M e no sistema americano A♭) é a tonalidade que consiste na escala maior de lá bemol, e contém as notas lá bemol, si bemol, dó, ré bemol, mi bemol, fá, sol e lá bemol. A sua armadura contém quatro bemóis.
A sua tonalidade relativa é fá menor, e a sua tonalidade paralela é lá bemol menor.

## Uso

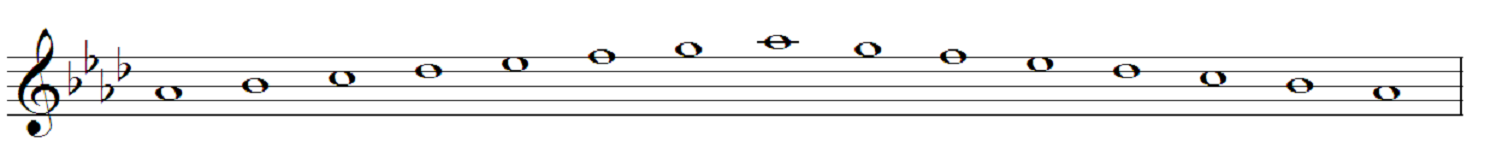
Escala de lá bemol maior

Diz-se desta tonalidade que traz uma sensação de paz e serenidade. Foi muito usada por Franz Schubert. Vinte e quatro das obras para piano de Frédéric Chopin estão em lá bemol maior, mais que qualquer outra tonalidade.
Ludwig van Beethoven também escolheu esta tonalidade para um andamento lento que se seguisse a outro em dó menor, prática que Anton Bruckner imitou nas suas duas primeiras sinfonias em dó menor, e também Antonin Dvořák na sua única sinfonia em dó menor.
Há muitos arranjos de The Star-Spangled Banner em lá bemol maior, e dos cantores profissionais espera-se que cantem este hino em lá bemol ou si bemol maiores em audições.
A Sinfonia n.º 1 em lá bemol maior de Edward Elgar é a única sinfonia nessa tonalidade no repertório orquestral habitual. Lá bemol maior é a tonalidade com mais bemóis que Domenico Scarlatti usou nas suas sonatas para teclas, embora a usasse duas vezes: na K. 127 e na K. 130. Tanto Felix Mendelssohn como John Field escreveram concertos para piano em lá bemol maior (o de Mendelssohn para dois pianos); estes têm as trompas e os trompetes afinados em mi bemol. É usada em sinestesia para representar a cor violeta.

## Composições clássicas em lá bemol maior
- Sonatas para piano n.º 12, n.º32 e n.º8 ("Pathétique",  segundo andamento) de Ludwig van Beethoven
- Grande parte da sua ópera Parsifal (por exemplo o Prelúdio e o Final) de Richard Wagner
- Liebestraum n.º3 de Franz Liszt
- Polonesa, Op. 53 de Frédéric Chopin